# Hirasa deminuta
Hirasa deminuta là một loài bướm đêm trong họ Geometridae.